# Ethulose
Ethulose là một thuốc nhuận tràng. Nó còn được gọi là ethylhydroxyethylcellulose.
Là một chất phụ gia thực phẩm với INS số 467, ethulose được sử dụng làm chất nhũ hóa.

## Ttham khảo
1. ↑  TOMENIUS J (1955). "[Ethylhydroxyethylcellulose (ethulose) as a remedy in functional intestinal disorders.]". Svenska läkartidningen (bằng tiếng Thụy Điển). Quyển 52 số 37. tr. 2254–64. PMID 13267828.